# Ranaka
Ranaka – wieś w Botswanie w dystrykcie Southern. Według spisu ludności z 2011 roku wieś liczyła 2409 mieszkańców.